# Comité voor de Religiekas
Het Comité voor de Religiekas (Frans: Comité de la Caisse de religion) was een centrale instelling in Brussel die van 1783 tot 1787 de kloosteropheffingen van keizer Jozef II in de Oostenrijkse Nederlanden uitvoerde en die de opbrengsten ervan besteedde aan pensioenen, godshuizen en kerkhoven.

## Geschiedenis
Het Comité werd opgericht bij edict van 17 maart 1783 en kwam op 26 maart een eerste keer bijeen. Het zou de volgende vier jaar dagelijks vergaderen, behalve op zondag. Het Comité ontbond 161 kloostergemeenschappen, beheerde het genationaliseerde vermogen en verstrekte kledij en een pensioen aan de voormalige religieuzen. De uitvoering verliep via 56 lokale ontvangers, belast met het innen van pachtgelden, het verkopen van kunstvoorwerpen en het betalen van toelagen. Op 1 maart 1787 verscheen het ontbindingsdecreet en op 5 maart volgde de laatste zitting van het Comité. Zijn taken werden overgenomen door de Algemene Regeringsraad, het Rekenhof en de Commissie voor Kerkelijke Aangelegenheden.

## Samenstelling
- Anselme de Kühlberg, voorzitter
- Guillaume de Feltz, rapporteur en ontvanger-generaal
- Bruno Joseph Sanchez de Aguilar
- Antoine François Joseph van der Dilft
- Guillaume de Brou (vanaf 20 augustus 1783)

## Voetnoten
1. ↑  Lucas Tessens en Eddy Debaets, "De herschikking van het onroerend goed op het einde van de 18de en het begin van de 19de eeuw" in: Jaarverslag 2004 – onroerende voorheffing, Belastingdienst voor Vlaanderen, 2004, p. 71-72